# Demospongiae
Le Demospongiae (Sollas, 1885) dette anche spugne cornee, rappresentano la classe più vasta del phylum Porifera, comprendendo il 95% delle specie note, tra cui le familiari spugne da bagno.

## Descrizione
Diffuse in tutti i mari ed a tutte le profondità (esiste anche una famiglia d'acqua dolce), presentano spicole silicee a 1 o 4 raggi (mai 6), oppure combinazioni reticolate di spicole silicee e spongina, oppure complessi fibrosi di sola spongina. Le spicole silicee costituiscono delle vere e proprie fibre ottiche naturali, il che fa ipotizzare un ruolo di queste strutture nel successo evolutivo delle spugne silicee rispetto a quelle calcaree.
Molto variabili nella forma del corpo, si presentano tuttavia solo nel modello strutturale leucon, il più complicato, spesso cilindrico o irregolare. Le dimensioni possono variare da pochi mm sino ai 2 m di diametro degli esemplari più grandi.
Molte specie possiedono cellule ameboidi specializzate nell'attacco chimico, secernenti sostanze erosive che sciolgono il calcare, permettendo alle cellule dell'animale di penetrare nelle rocce o sulle conchiglie ancorandosi saldamente.

## Riproduzione
Si riproducono per gemmazione e per via sessuale, producendo una larva completamente cigliata nota come parenchimella (l'anfiblastula è più rara).

## Sistematica
In passato le Demospongie venivano suddivise in 3 sottoclassi: Ceractinomorpha, con macrosclere monassone e microsclere variabili, mai stellate, con abbondante spongina, Tetractinomorpha, con macrosclere tetrassone e monassone e microsclere spesso stellate, ed Homoscleromorpha.

Le tre sottoclassi sono risultate in realtà dei raggruppamenti parafiletici e pertanto oggi non vengono più considerate valide.

Fanno parte della classe Demospongiae i seguenti ordini:
- Agelasida Verrill, 1907
- Astrophorida Sollas, 1887
- Chondrosida Boury-Esnault & Lopès, 1985
- Dendroceratida Minchin, 1900
- Dictyoceratida Minchin, 1900
- Hadromerida Topsent, 1894
- Halichondrida Gray, 1867
- Halisarcida Bergquist, 1996
- Haplosclerida Topsent, 1928
- Homosclerophorida Dendy, 1905
- Lithistida Schmidt, 1870
- Poecilosclerida Topsent, 1928
- Spirophorida Bergquist & Hogg, 1969
- Verongida Bergquist, 1978

### Alcune specie

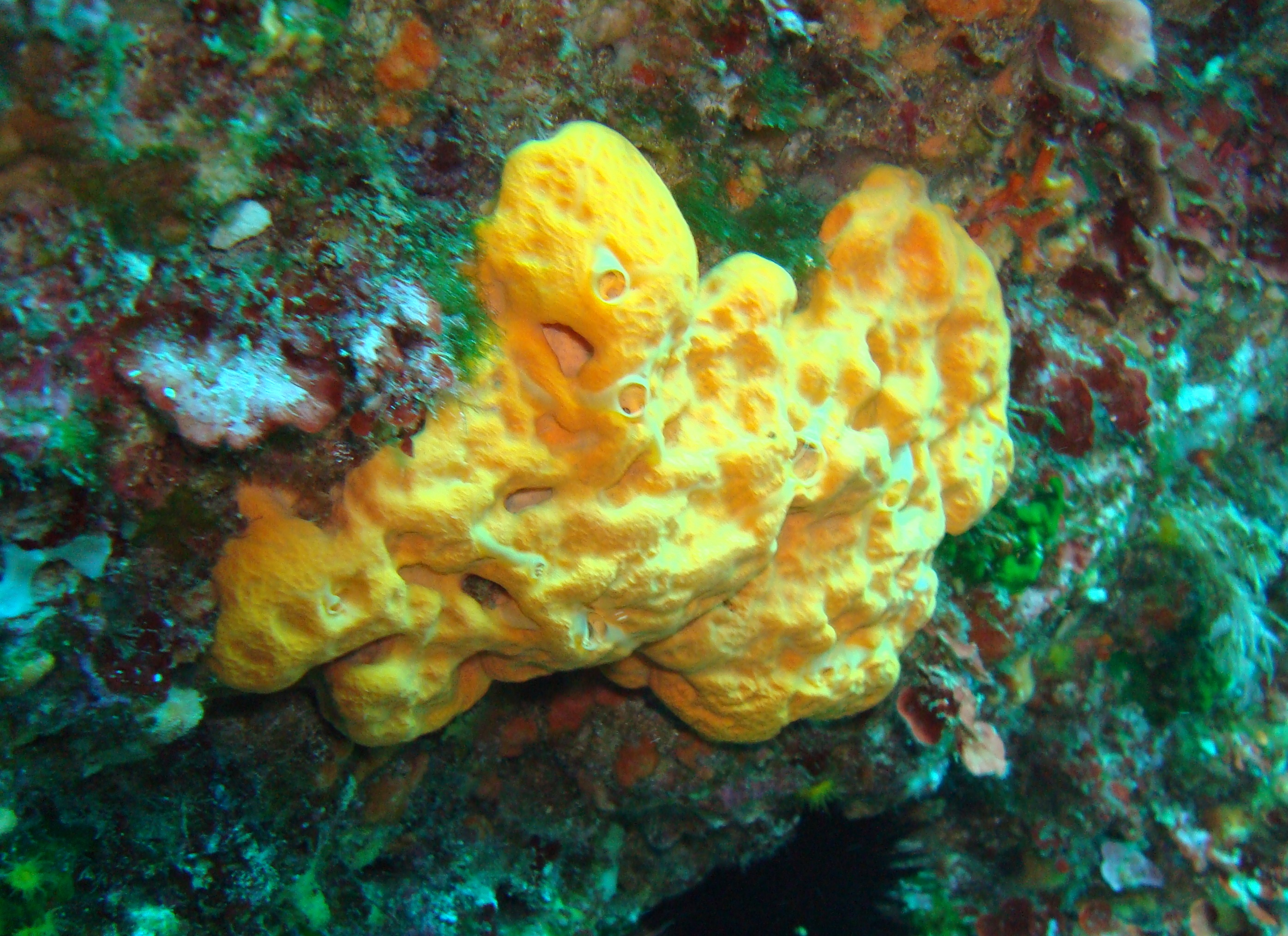
Agelas oroides (Agelasida)
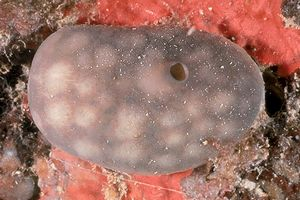
Chondrosia reniformis (Chondrosida)
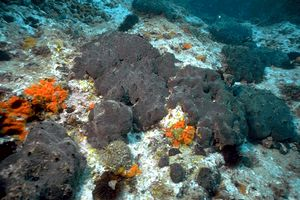
Spongia officinalis (Dictyoceratida)
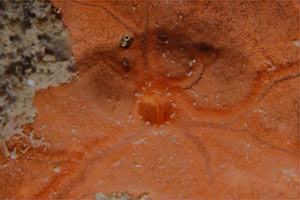
Spirastrella cunctatrix (Hadromerida)
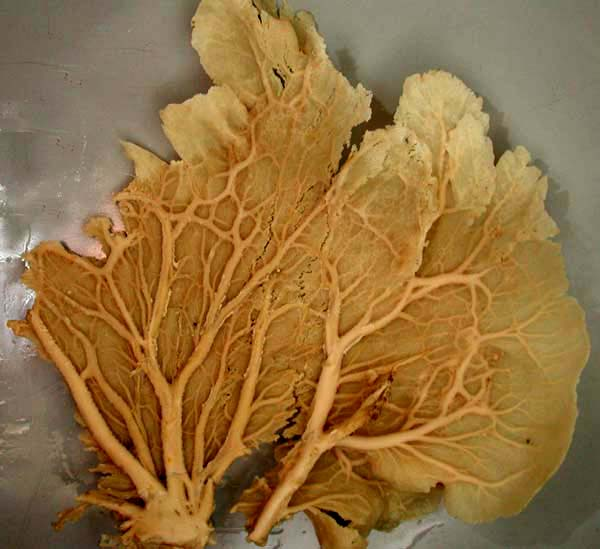
Phakellia sp. (Halichondrida)
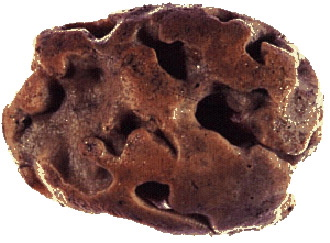
Halichondria panicea (Halichondrida)
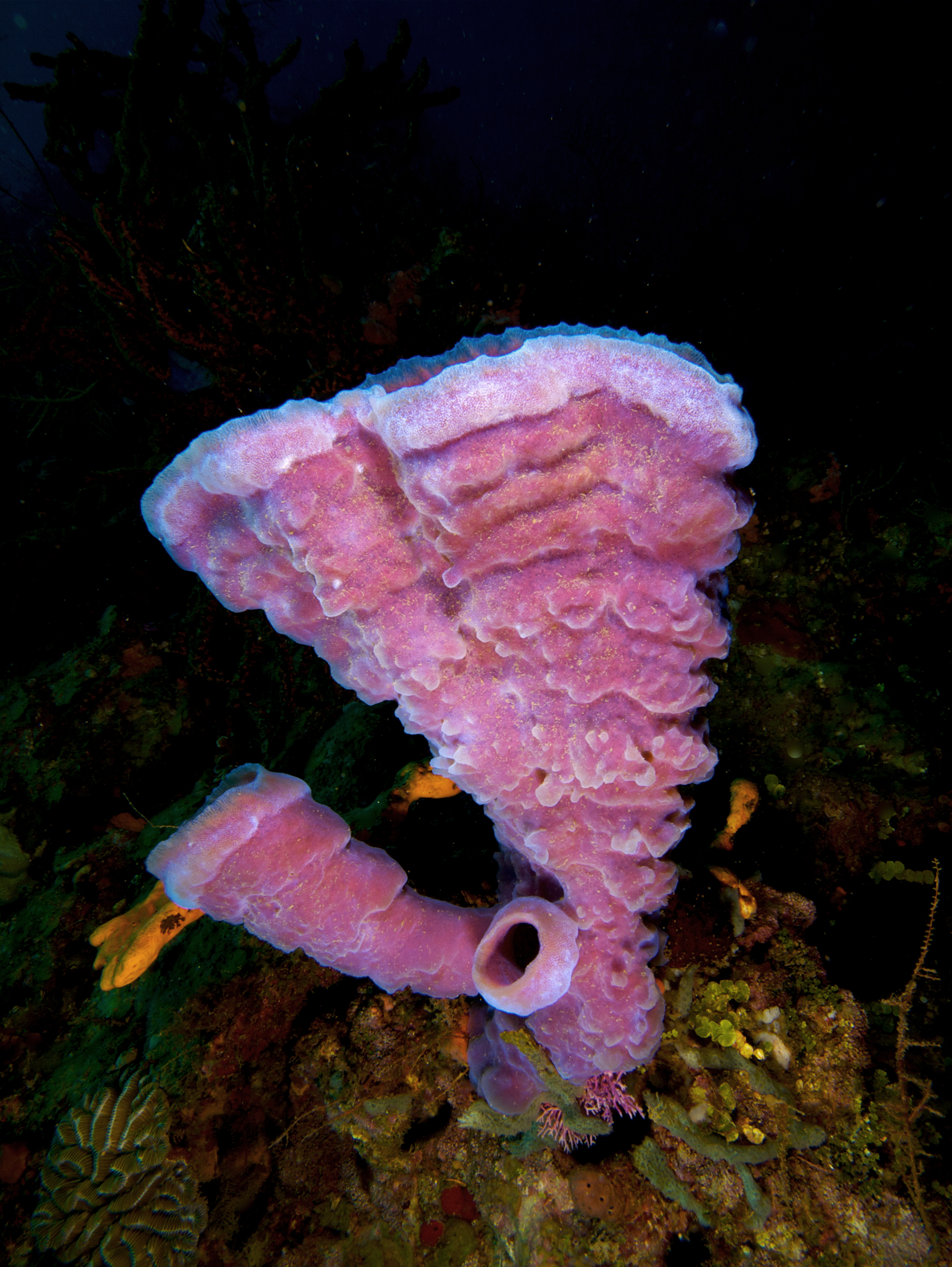
Callyspongia vaginalis (Haplosclerida)
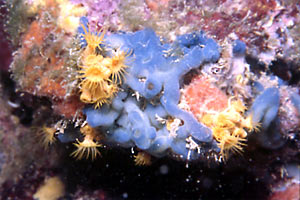
Oscarella lobularis (Homosclerophorida)
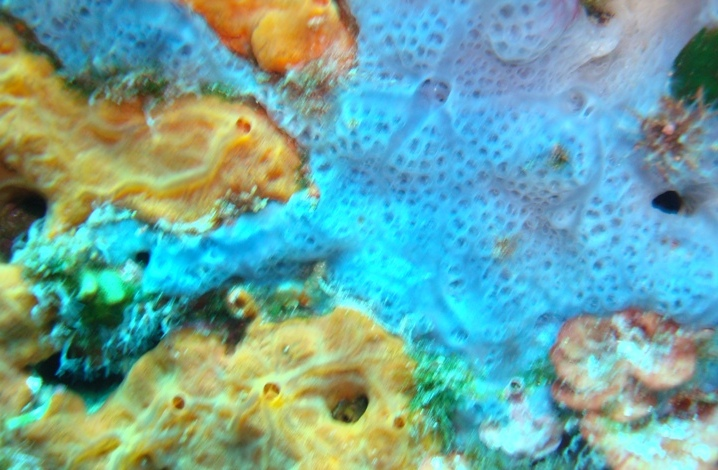
Phorbas tenacior (Poecilosclerida)
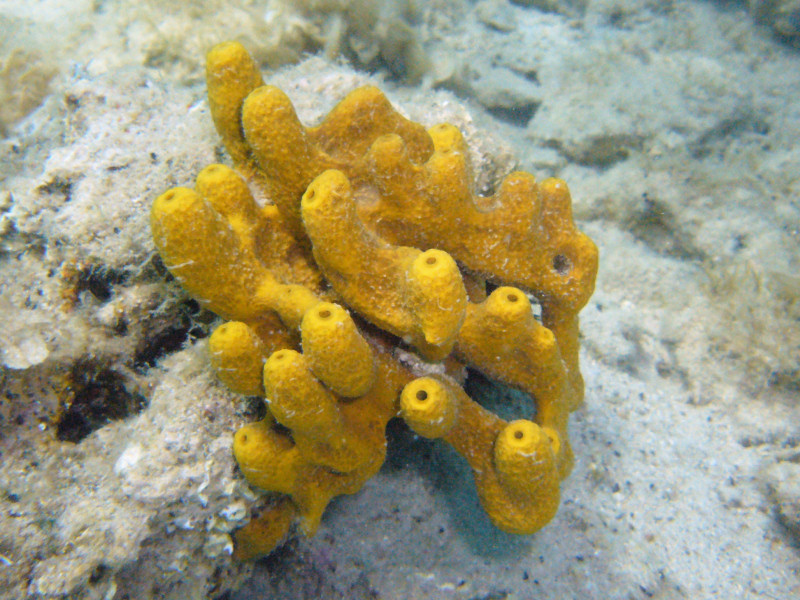
Aplysina aerophoba (Verongida)